# Studio op. 2 n. 1 (Skrjabin)
Lo Studio op. 2 n. 1, in do diesis minore è uno studio per pianoforte scritto dal compositore russo Aleksandr Nikolaevič Skrjabin nel 1887.

## Storia
Questo studio è stato scritto nel 1887, quando Skrjabin aveva solo 16 anni. Fu il primo dei tre pezzi, Op. 2, ed è stato uno dei primi successi di Skrjabin.

## Analisi
L'Étude Op. 2 No. 1 è in tempo di 3/4 ed è in chiave di Do diesis minore.
La melodia è commovente e sentita e mostra molte caratteristiche della musica gitana russa. È accompagnato da accordi ripetuti con entrambe le mani, con ricche armonie, voci interiori e ampie espansioni nella mano sinistra. Le dinamiche del pezzo sono costantemente diverse per mostrare emozione e passione e per aggiungere interesse. Il pezzo presenta molti cambiamenti di chiave ma alla fine si conclude con la chiave originale. Sebbene sia un pezzo lento e cupo, come molti altri studi, è considerevolmente difficile da eseguire perfettamente.
Lo studio dura circa tre minuti.

## Incisioni
| Pianista             | Durata | Etichetta           | Data di incisione | Album                           |
| -------------------- | ------ | ------------------- | ----------------- | ------------------------------- |
| Vladimir Horowitz    | 02:39  | Deutsche Grammophon | 1986              | Horowitz in Moscow              |
| Shura Cherkassky     | 03:24  | London Records      | 1982              | Encores                         |
| Vladimir Horowitz    | 03:04  | Sony Classical      | metà anni '60?    | Horowitz plays Scriabin         |
| Svjatoslav Richter   | 02:51  | Melodija            | 1952              | Richter                         |
| Burkard Schliessmann | 03:20  | Bayer Records       | 1990              | Alexander Scriabin, Piano Works |